# Operation Ivy (Atomtest)
Als Operation Ivy (ivy englisch für Efeu) wurden zwei amerikanische Kernwaffentests bezeichnet, Ivy Mike und Ivy King. Beide Tests wurden 1952 im Pazifik auf dem Eniwetok-Atoll von der Joint Task Force 132 durchgeführt.
Die vorherige Kernwaffentestserie war Operation Tumbler-Snapper, die nachfolgende Upshot-Knothole.

## Die einzelnen Tests der Operation Ivy

### Ivy Mike
Ivy Mike war die erste Wasserstoffbombe und besaß eine Sprengkraft von 10,4 Megatonnen TNT-Äquivalent. Die Bombe wurde aufgrund ihres Gewichtes auf dem Boden zur Explosion gebracht. Ivy Mike war die viertgrößte Atombombe, die von den USA getestet wurde. Die Insel Elugelab verschwand vollständig, die umliegenden Inseln wurden durch den Feuerball und die Druckwellen bis in 10 Kilometer Entfernung zerstört. Anstelle der Insel Elugelab klaffte ein Krater im Riff, über 3 Kilometer im Durchmesser und 60 Meter tief. Insgesamt wurden etwa 80 Millionen Tonnen Erdreich aufgeschleudert.

### Ivy King
Ivy King war eine kleinere Atomwaffe, die von einem Flugzeug aus abgeworfen wurde. Obwohl es sich nicht um eine Wasserstoffbombe handelte (also keine Kernfusion stattfand), wurde eine Sprengkraft von 500 Kilotonnen erreicht. Damit war Ivy King für ihre Bauart sehr stark. King wurde gezündet, weil die U.S. Militärs eine große Kernspaltungsbombe forderten, da der Erfolg der entwickelten Wasserstoffbombe Mike unsicher war. Frankreich optimierte später reine Kernspaltungsbomben bis auf 800 kT, was vermutlich das Maximum darstellt.
| Bombe | Datum/Zeit (GMT)            | Ort            | Explosionshöhe       | Testart                       | Sprengkraft (vorhergesagte) | Anmerkungen |
| ----- | --------------------------- | -------------- | -------------------- | ----------------------------- | --------------------------- | --- |
| Mike  | 31. Oktober 1952 19:14 Uhr  | Insel Elugelab | 3 Meter              | Oberflächentest               | 10,4 MT                     | Erste thermonukleare Kernwaffe |
| King  | 15. November 1952 23:30 Uhr | Insel Runit    | 450 Meter (1480 Fuß) | Abwurf aus einem B-36H-Bomber | 500 kT                      | Größte und wirkungsvollste, nur auf dem Prinzip der Kernspaltung basierende Bombe, die von den Vereinigten Staaten gezündet wurde; Prototyp für die Mark-18-Bombe |